# Église Saint-Étienne de Vilarasa
Pour les articles homonymes, voir église Saint-Étienne.
L'église Saint-Étienne de Vilarasa est une église romane située à Saint-Cyprien, dans le département français des Pyrénées-Orientales.

## Toponymie
Le lieu est cité dès le Xe siècle sous le nom de Villa rasa. Il désigne un domaine ou une ferme située dans une partie de forêt défrichée. L'église est le seul vestige actuel de ce domaine disparu. Son nom en catalan est Sant Esteve de Vilarasa.